# مرادمحمدبازار
مرادمحمدبازار (بالفارسية: مرادمحمدبازار) هي قرية تقع في منطقة بولان في إيران. يقدر عدد سكانها بـ 149 نسمة بحسب إحصاء 2016.